# Лаврів (гміна)
Ґміна Лаврув — колишня (1934–1939 рр.) сільська ґміна Турківського повіту Львівського воєводства Польської республіки. Центром ґміни було село Лаврів.
Ґміну Лаврув було утворено 1 серпня 1934 р. у межах адміністративної реформи в II Речі Посполитій із дотогочасних сільських ґмін: Виців, Лінина Мала, Лінина Велика, Лаврів, Мшанець, Нанчівка Мала, Нанчівка Велика, Плоске, Потік Великий, Спас, Тершів, Тиха.